# Northwestern Michigan College
 (mars 2021).
Si vous disposez d'ouvrages ou d'articles de référence ou si vous connaissez des sites web de qualité traitant du thème abordé ici, merci de compléter l'article en donnant les références utiles à sa vérifiabilité et en les liant à la section « Notes et références ».
 (mars 2021).
La mise en forme du texte ne suit pas les recommandations de Wikipédia : il faut le « wikifier ».
Les points d'amélioration suivants sont les cas les plus fréquents :
- Les titres sont pré-formatés par le logiciel. Ils ne sont ni en capitales, ni en gras.
- Le texte ne doit pas être écrit en capitales (les noms de famille non plus), ni en gras, ni en italique, ni en « petit »…
- Le gras n'est utilisé que pour surligner le titre de l'article dans l'introduction, une seule fois.
- L'italique est rarement utilisé : mots en langue étrangère, titres d'œuvres, noms de bateaux, etc.
- Les citations ne sont pas en italique mais en corps de texte normal. Elles sont entourées par des guillemets français : « et ».
- Les listes à puces sont à éviter, des paragraphes rédigés étant largement préférés. Les tableaux sont à réserver à la présentation de données structurées (résultats, etc.).
- Les appels de note de bas de page (petits chiffres en exposant, introduits par l'outil «  Source ») sont à placer entre la fin de phrase et le point final[comme ça].
- Les liens internes (vers d'autres articles de Wikipédia) sont à choisir avec parcimonie. Créez des liens vers des articles approfondissant le sujet. Les termes génériques sans rapport avec le sujet sont à éviter, ainsi que les répétitions de liens vers un même terme.
- Les liens externes sont à placer uniquement dans une section « Liens externes », à la fin de l'article. Ces liens sont à choisir avec parcimonie suivant les règles définies. Si un lien sert de source à l'article, son insertion dans le texte est à faire par les notes de bas de page.
- La présentation des références doit suivre les conventions bibliographiques. Il est recommandé d'utiliser les modèles {{Ouvrage}}, {{Chapitre}}, {{Article}}, {{Lien web}} et/ou {{Bibliographie}}. Le mode d'édition visuel peut mettre en forme automatiquement les références.
- Insérer une infobox (cadre d'informations à droite) n'est pas obligatoire pour parachever la mise en page.

Pour une aide détaillée, merci de consulter Aide:Wikification.
Si vous pensez que ces points ont été résolus, vous pouvez retirer ce bandeau et améliorer la mise en forme d'un autre article.
Le Northwestern Michigan College ( NMC ) est un collège communautaire public situé à Traverse City, dans le Michigan. Fondé en 1951, il accueille près de 4 000 étudiants. Le NMC délivre des Associate degrees (équivalents d'un BTS ou DUT français, Bac +2) et des certificats professionnels, des diplômes de licence par le biais de la Great Lakes Maritime Academy et de l'Institut d'études sur l'eau des Grands Lacs, ainsi que des diplômes de licence et de master délivrés par six universités partenaires par le biais du Centre universitaire du NMC.
Le NMC a un campus secondaire sur la baie de Grand Traverse ; celui-ci abrite l'Institut culinaire des Grands Lacs, l'Académie maritime des Grands Lacs, l'Institut d'études sur l'eau des Grands Lacs et le Centre de conférences Hagerty. Un autre campus secondaire près de l'aéroport Cherry Capital abrite les programmes de technologie des services aéronautiques et automobiles du NMC et propose des formations en fabrication, construction, énergies renouvelables et technologies de l'information. Le NMC dispose également d'un observatoire (l'Observatoire Rogers) et d'un programme de soins infirmiers en collaboration avec le Munson Medical Center. Le campus abrite WNMC-FM, une station de radio communautaire qui émet sur 90,7 FM. Cette station a commencé en tant qu'organisation étudiante en 1967 et reçoit encore un financement important grâce aux frais de scolarité.

## Centre du musée Dennos
Le Dennos Museum Center est un musée des beaux-arts affilié au Northwestern Michigan College. Ouvert en 1991, le Centre du musée comprend un jardin de sculptures en plein air, plusieurs galeries pour des expositions temporaires, une galerie de découverte pratique, la Galerie Inuit et l'Auditorium Milliken. Il propose un éventail d'expositions et de programmes dans les domaines des arts visuels, des sciences et des arts de la scène.
La collection emblématique du Musée Dennos est celle d'art inuit de l'Arctique canadien, l'une des collections les plus importantes et les plus complètes historiquement de ces sculptures et gravures distinctives aux États-Unis.
Une importante collection de sculptures en plein air d'artistes internationaux et du Michigan entoure le musée sur le campus du Northwestern Michigan College.

## Académie maritime des Grands Lacs

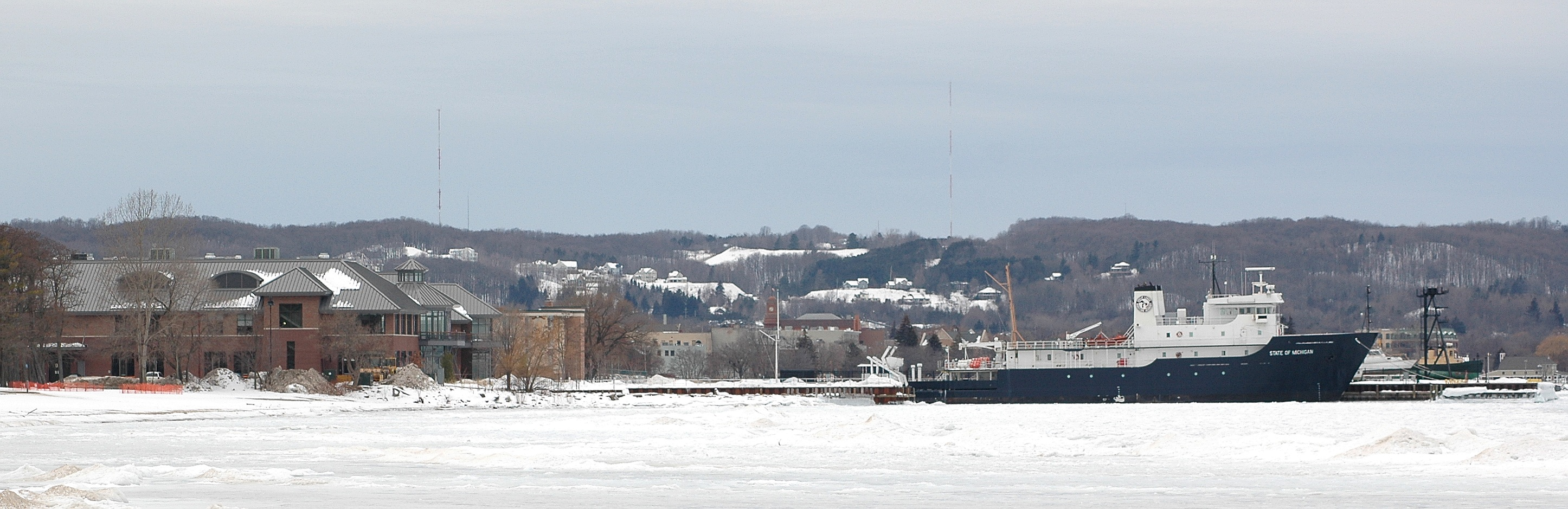
Campus des Grands Lacs du NMC, montrant également le navire-école de la Great Lakes Maritime Academy, le T/S State of Michigan.

Le NMC abrite l' Académie maritime des Grands Lacs, l'une des six académies maritimes gérées par l'État du Michigan qui reçoit une aide de l'administration maritime fédérale. Comme le NMC est situé sur les rives de la baie de Grand Traverse, une eau du lac Michigan protégée depuis longtemps, l'Académie maritime des Grands Lacs est la seule académie maritime américaine en eau douce.

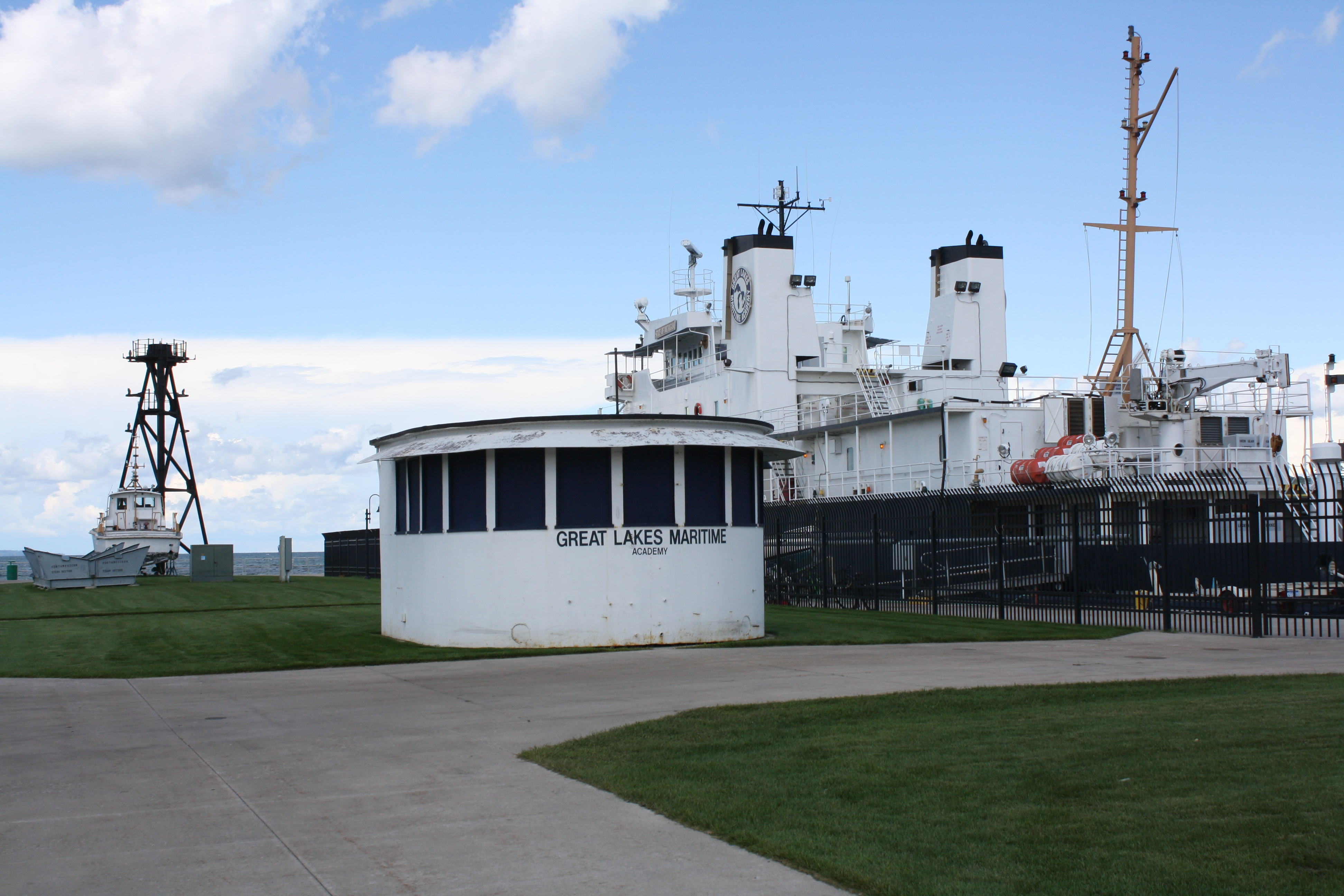
Bâtiment de l'Académie maritime des Grands Lacs

En 2013, le Northwestern Michigan College a obtenu l'approbation de la Higher Learning Commission (Commission de l'enseignement supérieur) pour délivrer une licence des sciences de la technologie maritime par le biais de l'académie, devenant le premier collège communautaire du Michigan à pouvoir délivrer son propre diplôme de licence accrédité. Le collège a décerné ses premiers diplômes de licence à deux étudiants de l'académie en janvier 2014 Le Detroit News a couvert l'événement, et a rendu compte plus largement des collèges communautaires du Michigan délivrant des diplômes en quatre ans, dans un article du 16 avril 2014.

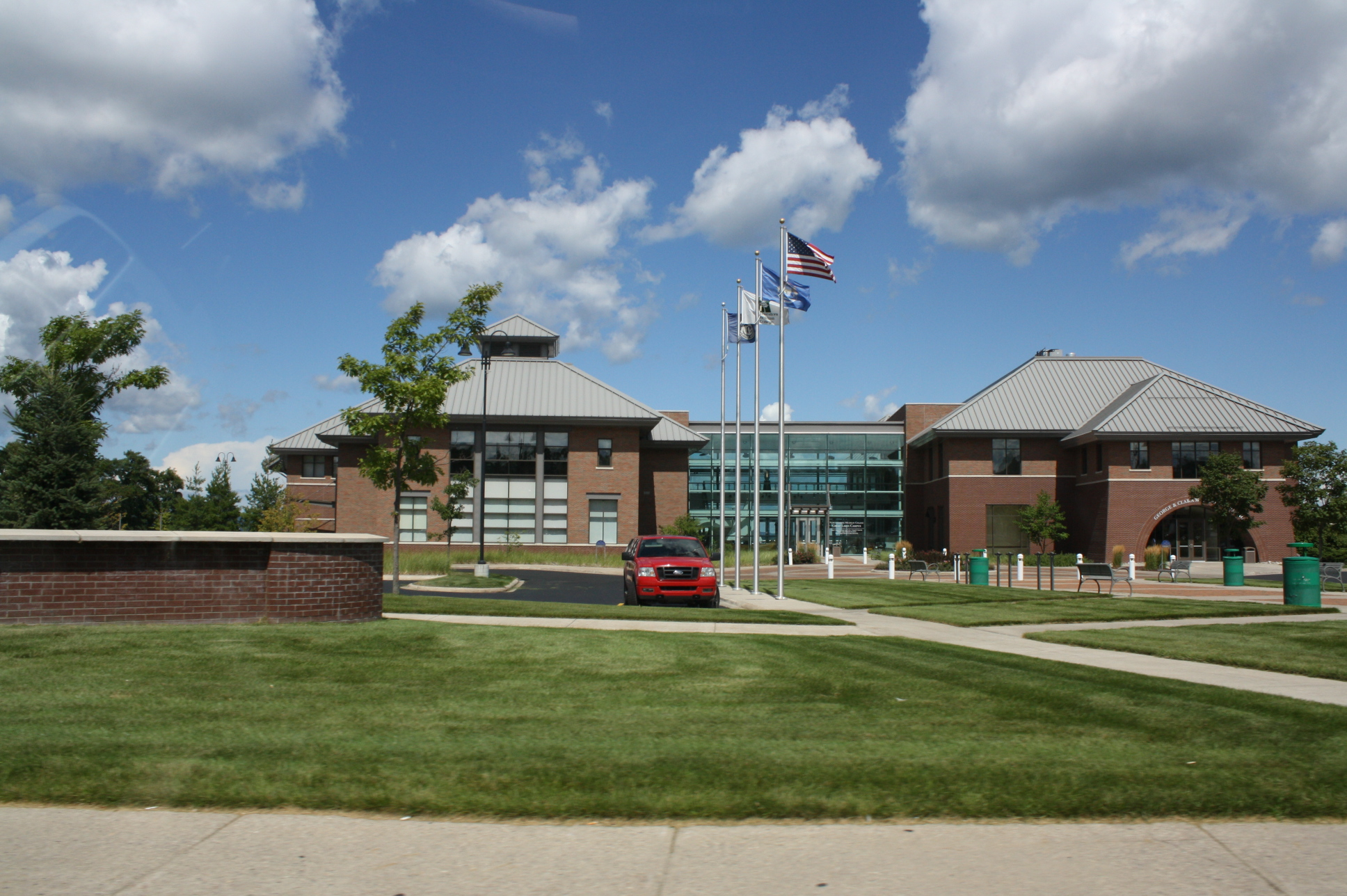
Le site de Traverse City